# Милютин, Матвей Карпович
Матве́й Ка́рпович Милю́тин (1830—1885) — врач-писатель
, доктор медицины Московского университета, сооснователь и второй председатель Русского бальнеологического общества в Пятигорске, краевед.

## Биография
Родился в 1830 году в семье приказнослужителя. Поступил в Рязанское училище канцелярских служителей, откуда, по окончании учения в 1848 году определился чиновником в Рязанское губернское правление. В 1850 году перешёл на службу в канцелярию Рязанской гимназии в качестве писца 3-го разряда.
В 1854 году поступил на медицинский факультет Московского университета. По окончании курса университета со степенью лекаря в 1859 году поступил на службу врачом в больницу Московского воспитательного дома.
В 1862 году перешёл на службу врачом при Кавказских Минеральных Водах; в 1866 году защитил докторскую диссертацию о кавказских железных минеральных источниках.
В 1869 году Матвей Карпович был удостоен степени доктора медицины и назначен приват-доцентом бальнеологии при Харьковском университете.
С 1878 года он числился старшим врачом при Кавказских Минеральных Водах и в то же время состоял на службе при медицинском департаменте Министерства внутренних дел (с 1872 по 1882 годы). По другим сведениям, главным врачом Кавказских Минеральных Вод он был назначен в 1871 году и работал до смерти в 1885 году.
Состоял членом основателем Московского общества русских врачей и председателем Русского бальнеологического общества в Пятигорске (1872—1885).
Умер 12 (24) августа 1885 года.